# Calbe (Saale)
Calbe (Saale) är en stad i Salzlandkreis i det tyska förbundslandet Sachsen-Anhalt och den största staden i länet Salzlandkreis. Staden ligger vid floden Saale ungefär 30 km från Magdeburgs centrum.